# Health and Retirement Study
Die Health and Retirement Study (HRS) ist eine sozialwissenschaftliche Längsschnittstudie bei einer repräsentativen Stichprobe von US-Amerikanern über 50 Jahren, die vom Survey Research Center (SRC) am Institute for Social Research (ISR) der University of Michigan in Ann Arbor durchgeführt und vom National Institute on Aging (NIA) unterstützt wird. HRS startete 1992 mit der ersten Erhebung und wird seitdem alle zwei Jahre durchgeführt. Zentrale Themen der Befragung sind Gesundheit, Erwerbsarbeit und Rente. Die Befragung wurde immer wieder mit einer Vielzahl an unterschiedlichen Studien ergänzt, z. B. retrospektive Informationen zum Lebenslauf, DNA-Analysen und kognitiven Tests.

## Verwandte Studien und Projekte
HRS war Vorbild für andere Studien, die weltweit entstanden sind z. B. der Survey of Health, Ageing and Retirement in Europe (SHARE), die English Longitudinal Study of Ageing (ELSA) und der Chinese Health and Retirement Survey (CHARLS).